# Bourg-Saint-Andéol
Bourg-Saint-Andéol là một xã ở tỉnh Ardèche, vùng Rhône-Alpes ở đông nam nước Pháp.

## Thành phố kết nghĩa
- Monschau, Đức (Eifel) từ năm 1975
- Albertirsa, Hungary từ năm 1998
- Gaggiano, Ý từ năm 2002